# Бяло движение
Бялото движение (руски: Бѣлое движенiе/Белое движение) и неговото военно крило Бялата армия (Бѣлая Армiя/Белая Армия), също позната и като Бялата гвардия (Бѣлая Гвардiя/Белая Гвардия) (или белогвардейци), е съюз от руски антикомунистически сили.
Те се борят срещу болшевиките в Руската гражданска война (1917 – 1923) и продължават, в по-малка степен, да действат като военни сдружения както извън, така и на територията на Русия до началото на Втората световна война. Останалите членове и поддръжници на движението, някои от които са имали само ограничена подкрепа, са били част от по-голямата Бяла имигрантска общност до падането на комунизма.

## Структура и идеология
В руския контекст, прилагателното „Бели“ има три основни значения:
1. Политическа противоположност на болшевиките („Червените“), чиято революционна Червена армия подкрепя болшевишкото движение;
2. Историческо позоваване на абсолютната монархия, установена от първия руски цар – Иван III (1462 – 1505), наречен „Албус Рекс“ (на латински: Albus Rex – „Бял цар“);
3. Някои белогвардейци носят белите униформи на Имперска Русия.

### Идеология
Бялото движение главно е било опонент на Червената армия. Те са казвали, че ще донесат закон и ред, и спасението на Русия, биейки се срещу предатели, варвари и убийци. Често те са действали в отговор на предишни прояви на агресия от страна на Червените, и са се борели да премахнат червените организации и функционери от територията, контролирана от Бялата армия.
Като цяло, Бялата армия е била националистическа и е отхвърляла етническото деление и сепаратизма. Белогвардейците са вярвали в обединена многонационална Русия, и са се противопоставяли на сепаратистите, които са искали да създадат национални държави вместо Царска Руска империя. При членовете на Бялата армия, антисемитизма е бил широко разпространен. Западните поддръжници са били уплашени от това, най-вече поради факта, че Болшевиките са забранили антисемитизма, и са били по-агресивни. Уинстън Чърчил лично предупреждава генерал Антон Деникин, чиито сили са извършвали погроми срещу евреите, като заявява: Моята задача и спечелването на подкрепа в парламента, за каузата на руските националисти, което ще бъде безкрайни трудно ако добре удостоверени оплаквания продължават да бъдат получавани от евреи, намиращи се в зоната на Доброволческите армии.
Много от белогвардейските водачи са били консервативни. Те са приемали едноличната власт, като са били подозрително настроени към „политиките“ (които те характеризират като съдържащи речи, избори и партийни дейности). Освен че са били патриотично настроени и са били против болшевиките, белогвардейците не са имали зададена идеология или главен водач. Те са признавали един временен държавен глава, т.нар. Върховен управител на Русия, но този пост е бил важен само под управлението на Александър Колчак.
Движението няма конкретни планове за външната си политика. Белогвардейците са имали различни виждания относно политиката си към Германия, като са спорили дали да се съюзяват с нея или не. Те са искали да се пазят от всякакви потенциални поддръжници и съюзници, като така те виждат чисто монархическата позиция като в ущърб на тяхната кауза и набиране на последователи. Белите водачи като Антон Деникин са се застъпвали за това, руснаците да създадат тяхно собствено правителство, твърдейки че армията не би могла да реши това в полза на руснаците. Адмирал Александър Колчак успява в създаването на военновременно правителство в Омск, подкрепено от повечето Бели водачи, но то пада със загубата на Бялата армия.
Някои военачалници, които се съюзяват с Бялото движение, като например Григори Симеонов и Роман фон Унгерн-Щернберг, не приемат ничия чужда власт освен единствено тяхната. Следователно Бялото движение не е имало конкретни политически наклонности: членове могат на бъдат монархисти, републиканци, десни, кадети и др. Измежду водачите на Белите, нито генерал Лавр Корнилов или генерал Антон Деникин са били монарси, но генерал Пьотр Николаевич Врангел е бил монарх, който е имал желанието да се бори за избрано, демократично руско правителство. Освен това други политически партии са подкрепяли антиболшевишката Бяла армия, сред тях са били демократи, Социалреволюционната партия и други, които са се противопоставяли на Октомврийската болшевишка революция на Ленин. Но в зависимост от времето и мястото, тези поддръжници на Бялата гвардия също са сменяли верността към десните, с вярност към Червената армия.

### Структура

#### Въоръжени сили
Доброволческата армия в Южна Русия става най-знаменитата и поради това най-голямата от всички различни Бели армии. Началото ѝ е поставено като малка и добре организирана армия през 1918 година, но скоро тя се разраства. Кубанските казаци се присъединяват към Бялата армия, и така започва записването на селяни и казаци. През късния февруари на 1918 година, 4000 войници под командването на генерал Алексей Каледин са принудени да отстъпят от Ростов на Дон, поради напредването на Червената армия. По време на т.нар. „Леден поход“ те пътуват до Кубан, за да могат да се обединят с кубанските казаци (повечето от които не подкрепят Доброволческата армия). През март 3000 мъже под командването на генерал Виктор Покровски, се присъединяват към армията от доброволци, като така ѝ увеличават числеността до 6000, и до юни – 9000 души. През 1919 година казаците от Дон се присъединяват към армията, и започват да набират и украински селяни. По време на тази година, между март и октомври, Доброволческата армия нараства от 64 000 до 150 000 души, и е била по-добре снабдена с провизии от Червената армия. Бялата армия се състои от антиболшевики, като казаци, благородници и селяни, а също така и от наборници и доброволци.
Бялото движение има достъп до няколко военноморски сили, както по морета, така и по реки. Най-забележима е употребата на Черноморския флот. Белогвардейците също имат достъп до военновъздушни сили, това е Славяно-британския авиационен корпус, към който е бил и руският ас Александър Казаков.

#### Управление
Лидерите и първите членове на Бялото движение са главно от ранговете на военните офицери. Много от тях не са с благородно потекло, като генерал Михаил Алексеев и Антон Деникин, които произлизат от селски семейства, или генерал Лавър Корнилов, който е казак.
Белите генерали никога не са учили администрация, често те използват „предреволюционни функционери“ или „военни офицери с монархически наклонности“ за управлението на регионите под белогвардейски контрол.
Белите армии често са били беззаконни и неорганизирани. Също така териториите под техен контрол са имали няколко различаващи се едни от други валути с нестабилни обменни курсове. Главната валута – рубла на Революционната армия, няма златно обезпечаване.

## Райони на действие
Белите и Червените воюват в Руската цивилна война от ноември 1917 година до 1921 година, като изолирани битки продължават да бъдат водени в Далечния Изток до 1923 година. Бялата армия е била подкрепяна от съюзниците в тройната Антанта. Най-вече от Япония, Обединеното кралство, Франция, Италия и САЩ, и понякога от Централните сили като Германия и Австро-Унгария, водят сражения в Сибир, Украйна и Крим. Те са победени от Червената армия поради военни и идеологическа различия, а също така и поради решителността и нарастващото обединение на Червената армия.
Бялата армия действа в 3 главни театъра на сражения.

### Южен фронт
Организирането на Бели на юг започва на 15 ноември 1917 година (стар стил) под командването на генерал Михаил Алексеев (1857 – 1918). През декември 1917 година генерал Лавър Корнилов взима военното управление на новосъздадената Доброволческа армия, до неговата смърт през април 1918 година, след която генерал Антон Деникин взима властта, като става водач на „Въоръжените сили на Южна Русия“ през януари 1919 година.
На Южния фронт се състоят най-масовите по мащаб военни действия, и представлява най-опасната заплаха за Правителството на болшевиките. В началото тези действия зависят единствено от доброволци от Русия, най-вече казаци (първите, които се противопоставят на болшевишкото управление). На 23 юни 1918 година, Доброволческата армия състояща се от приблизително 9000 души, започва своята т.нар. Втора Кубанска кампания, с подкрепата на Пьотр Краснов. До септември доброволческата армия се състои от близо 35 хил. войника, благодарение на мобилизацията на Кубанските казаци, които се събират в Северен Кавказ. Така Доброволческата армия се преименува на Кавказка доброволческа армия. На 23 януари 1919 Доброволческата армия под командването на Деникин наблюдава разгрома на 11-а Съветска армия, като след това превзема севернокавказкия регион. След като превзема Донецкия басейн, Царицин и Харков през юни, армията на Деникин обкръжават Москва на 3 юли 1919 г. Предвидени са планове за 40 хил. войници под командването на генерал Владимир Зеноонович Май-Маевский да щурмуват града.
През 1919 година, след като атаката на генерал Деникин над Москва се проваля, Въоръжените сили на Южна Русия отстъпват. На 26 и 27 март 1920 година, остатъците от Доброволческата армия отстъпват от Новоросийск към Крим, където те се присъединяват към армията на Пьотр Врангел.

### Източен (сибирски) фронт
Източният фронт започва през пролетта на 1918 година, като тайно движение между армейски офицери и десни социалистически сили. На този фронт, те започват атака заедно със Чехословашкия батальон (който тогава е откъснат в Сибир от Болшевишкото правителство, тъй като те не им позволяват да напуснат Русия) и с японците, които се намесват, за да помогнат на Белите на изток. Адмирал Александър Колчак ръководи източната антиреволюционна армия и временно Руско правителство, въпреки големия първоначален успех през 1919 година, те загубват битката и са изтласкани назад в Далечния изток на Русия, където те продължават да воюват до октомври 1922 година. Когато японците се изтеглят, Червената армия на Далекоизточната република взима обратно контролът над територията. Гражданската война официално е приключила, въпреки че Анатоли Папаляев още контролира Аяно-Майския район по това време. Якутското въстание на Папаляев, което завършва на 16 юни 1923 година, представлява последното военно действие на Бялата армия в Русия. То завършва с разгрома на последната антикомунистическа територия, и сигнализира краят на всички военни действия, свързани с Руската гражданска война.

### Северен и Северозападен фронт
Оглавяван от Николай Юденич, Евгений Милер и Анатоли Лиевен, Белите сили на север показват по-малко координиране от армията в Южна Русия на генерал Деникин. Северозападната армия се съюзява с Естония и войниците на Лиевен, които са с балтийски произход. Авантюристи, водени от Павел Бермондт-Авалов и Станислав Булак-Балахович играят също важна роля. Най-важното сражение на този фронт – Операция Бял меч претърпява неуспех и не успява да напредне към руската столица в Петроград през есента на 1919 година.

## След войната
Победените антиболшевишки руски отряди отиват в изгнание, като се събират в Белград, Берлин, Париж, Харбин, Истанбул и Шанхай. Те създават военни и културни мрежи, които действат до края на Втората световна война. След това главният център на антикомунистическите действия на Белите руснаци се установява в САЩ, където много от бегълците се заселват.
Освен това през 20-те и 30-те години на ХХ век, Бялото движение създава организации извън Русия, които целят да свалят съветското правителство чрез партизанска война. Някои Бели имигранти приемат просъветски симпатии и са наречени „Съветски патриоти“. Тези хора създават организации като Младороси, Евразийци, и Сменовековци. Руски корпус за кадети бива създаден, за да подготви следващото поколение от антикомунисти за „пролетната кампания“ – термин, обозначаващ обновената военна кампания за превземането на Русия от съветското управление. Във всеки случай, много кадети кандидатстват, за да се бият за Руския корпус по време на Втората световна война, когато някои Бели руснаци участват в Руското освободително движение.
След войната активната антикомунистическа борба е продължена от Националния алианс на руските солидаристи. Другите организации или се разпадат, или започват да се концентрират над самозапазването и/или образованието на младите. Някои подкрепят царя на Албания – цар Зог по време на 1920-те години, и някои служат самостоятелно в Националистическата армия на Франциско Франко по време на Испанската гражданска война. Белите руснаци също така служат редом с Червената армия по време на съветската инвазия на Синцзян и войната при Синцзян от 1937 година.